# Jeunes anarchistes-syndicalistes d'Allemagne
Les Jeunes anarchistes-syndicalistes d'Allemagne (ou Syndikalistisch-Anarchistische Jugend Deutschlands (SAJD) en allemand) est une fédération de jeunes anarcho-syndicalistes, qui exista de 1921 à 1933 et comptait environ 3 000 membres dans 120 sections locales.

## Histoire
En 1921, les SAJD se distinguent de l'Union libre des travailleurs d'Allemagne (Freie Arbeiter-Union Deutschlands, FAUD) en une aile proche de la jeunesse libertaire. Lors du 14e congrès annuel de la FAUD en 1922, les SAJD comme une organisation de jeunes indépendante. FAUD et SADJ sont très liés, beaucoup de parents de membres des SAJD sont membres de la FAUD, et la plupart des jeunes deviendront membres de la FAUD, s'ils ne l'étaient pas déjà. L'un de ses membres et théoricien des SAJD est Helmut Rüdiger.
Comme la FAUD, les SAJD sont organisés par fédération. Leur organe de presse est le journal Junge Anarchisten (de).
Herbert Wehner, qui sera plus tard membre du KPD puis de la SPD, est dans les années 1920 membre des SAJD et fait partie de la minorité qui s'oppose au rapprochement avec la FAUD.
Après l'arrivée au pouvoir des nazis, des engagements personnels constituent les Schwarze Scharen (Bandes noires), groupe de résistance. En 1933, les SAJD sont interdits et œuvrent dans la clandestinité, surtout en Rhénanie, parfois avec les Pirates Edelweiss.
Après la Seconde Guerre mondiale, les SAJD se reconstituent dans l'association Anarcho-Syndikalistische Jugend (de) (Jeunesse anarcho-syndicaliste).

## Source, notes et références
- (de) Cet article est partiellement ou en totalité issu de l’article de Wikipédia en allemand intitulé « Syndikalistisch-Anarchistische Jugend Deutschlands » (voir la liste des auteurs).
- Helge Döhring: Kein Befehlen, kein Gehorchen! Die Geschichte der syndikalistisch-anarchistischen Jugend in Deutschland seit 1918. a propos Verlag, Berne 2011.  (ISBN 978-3-905984-07-1)